# Рада ректорів вищих навчальних закладів, які тимчасово переміщені із зони проведення антитерористичної операції

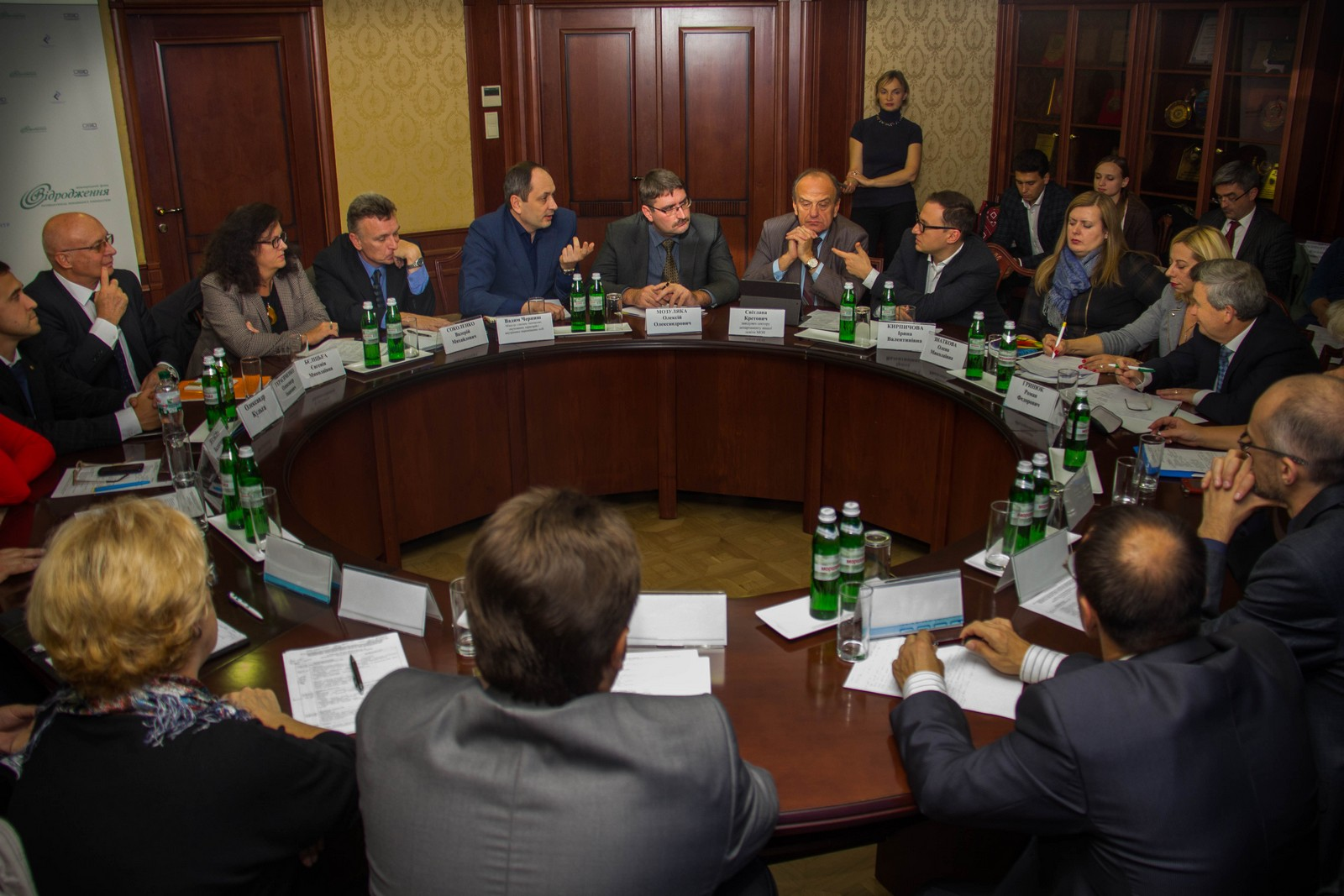
ІІІ засідання Ради ректорів переміщених ЗВО

Рада ректорів закладів вищої освіти, які переміщені із зони проведення антитерористичної операції (Рада ректорів переміщених ЗВО) — тимчасовий консультативно-дорадчий орган в Україні, що створено з метою захисту прав учасників освітнього процесу з урахуванням складної гуманітарної, політичної та соціально-економічної ситуації, яка склалась на окремих територіях Донецької та Луганської областей, та особливих умов діяльності таких закладів вищої освіти.
Рада ректорів переміщених ЗВО була створена наказом № 50 Міністерства освіти і науки України від 26 січня 2016 року.
Одне із основних завдань Ради ректорів полягає в координації діяльності переміщених закладів вищої освіти Луганської і Донецької областей, організації їх функціонування, освітньої і наукової діяльності, гуманітарної та соціальної складової навчального та виховного процесу.
До складу Ради ректорів закладів вищої освіти, які тимчасово переміщені із зони проведення антитерористичної операції, увійшли керівники 17 ЗВО.
Головою Ради ректорів закладів вищої освіти, які тимчасово переміщені із зони проведення антитерористичної операції є ректор ДЮІ МВС України, професор Віктор Миколайович Бесчастний; секретарем ради є доцент ЛДМУ Антон Сергійович Смірнов.